# Leopold Wiel
Leopold Wiel (* 14. Mai 1916 in  Barmen, heute Wuppertal-Barmen; † 26. Februar 2022 in Dresden) war ein deutscher Architekt und Hochschullehrer. Er wurde unter anderem durch seinen Entwurf für den Dresdner Kulturpalast bekannt.

## Leben
Leopold Wiel studierte von 1934 bis 1940 an der Höheren Technischen Lehranstalt für Hoch- und Tiefbau in Barmen und an der Hochschule für Baukunst und bildende Kunst in Weimar. Von 1940 bis 1945 diente er im Zweiten Weltkrieg und wurde in Stalingrad verwundet. Kurz vor der Bombardierung Dresdens erlebte er die Stadt bei einem Heimaturlaub.
Von 1945 bis 1951 arbeitete er als freier Architekt in Weimar und wurde als Hochschullehrer an der Weimarer Hochschule beschäftigt. Nach Anregung von Heinrich Rettig erhielt Wiel 1951 einen Ruf als Professor für Werklehre, Baukonstruktionslehre, Wohnungsbau und Entwerfen an die Technische Hochschule Dresden, an der er bis 1981 lehrte. Von 1965 bis 1967 war Wiel der Dekan der Fakultät Bauwesen der Technischen Universität Dresden und wurde 1968 Direktor des Instituts für Hochbau der Fakultät Bauwesen. Im Jahr 1971 wurde ihm die Ehrendoktorwürde der Technischen Universität Budapest verliehen. Seine Emeritierung erfolgte 1981. Im Jahr 1994 wurde er Ehrenmitglied der Sächsischen Architektenkammer und war ein langjähriges Mitglied des Deutschen Normenausschusses. Sein Werk Baukonstruktionen des Wohnungsbaues gilt noch heute als Standardwerk für Architekturstudenten und erlebte bis 2006 zwölf Auflagen.
2006 zeigte das Weimarer Archiv der Moderne die Ausstellung "Weimar 1945 – Visionen des Wiederaufbaus" mit Werken Wiels.
Wiel lebte zusammen mit seiner zweiten Ehefrau Christa auf dem Weißen Hirsch.

## Kulturpalast Dresden

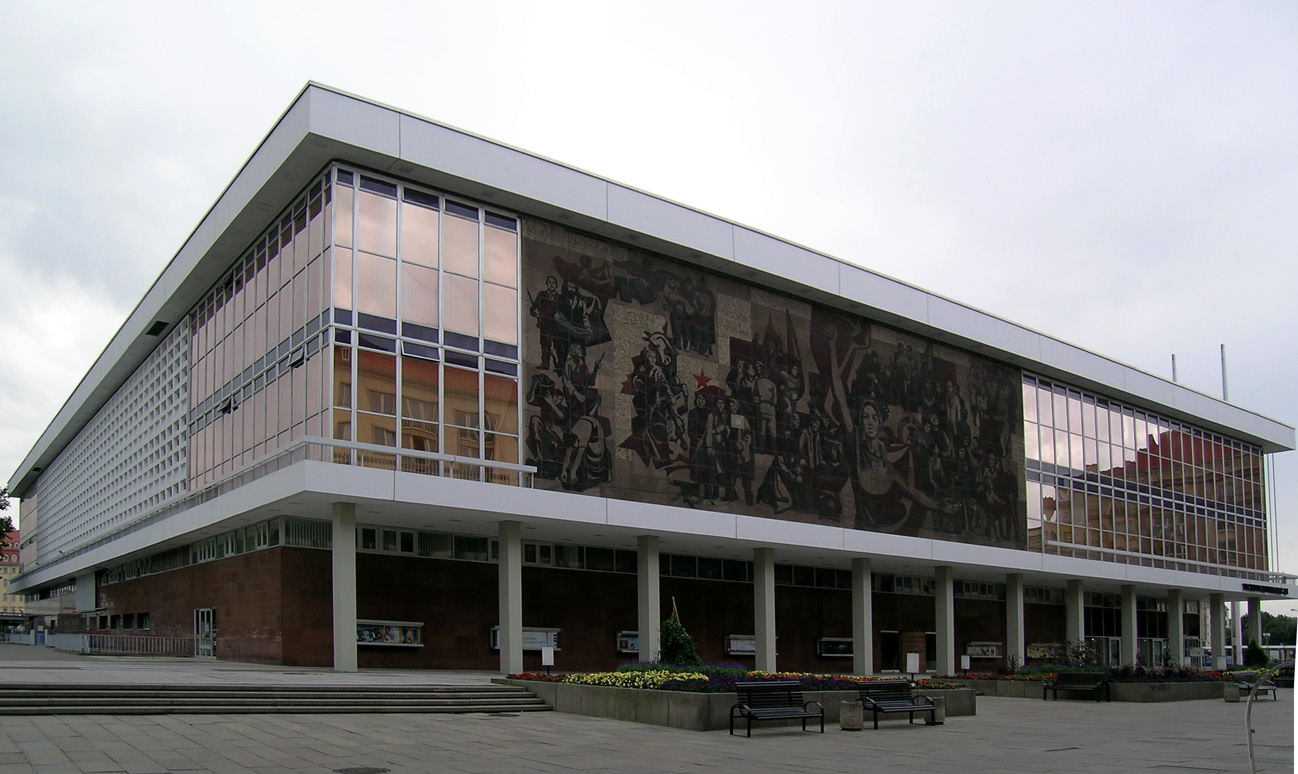
Der Kulturpalast in Dresden

Am 1. Dezember 1959 wurde ein architektonischer Wettbewerb für ein Haus der Sozialistischen Kultur in der Dresden ausgeschrieben. Wiels Vorschlag enthielt entgegen den Vorstellungen der SED-Spitze der Stadt kein Turmhaus und wurde abgewiesen. Daraufhin erhielten 1960 drei andere Entwurfsgruppen Aufträge für eine vertiefende Bearbeitung ihrer Vorschläge. Im Herbst 1961 reiste eine Delegation der SED-Stadtleitung aus Dresden nach Moskau, um die besten Vorschläge dort in der Architekturfakultät vorzustellen. Hierbei wurde Wiels Vorschlag als Negativbeispiel angebracht. Die Moskauer Funktionäre entschieden sich zur Überraschung der SED-Delegation für Wiels Vorschlag als einzig möglichen. Daraufhin entschuldigte sich der 1. Sekretär der SED-Stadtleitung, Kurt John, bei Wiel und gab ihm den Auftrag zur Erarbeitung eines endgültigen Entwurfs auf Basis seines Wettbewerbsbeitrags. Da Wiel aber in der Zeit zu sehr in seiner Lehrtätigkeit als Professor an der TU Dresden gebunden war, übergab er seine Pläne an den Dresdner Architekten Wolfgang Hänsch, der auf der Grundlage der Wielschen Entwürfe einen neuen Entwurf entwickelte, welche ab 1966 in die Tat umgesetzt wurden. Die Ausführungsplanung wurde ebenfalls von Wolfgang Hänsch als Chefarchitekt und Herbert Löschau übernommen.

## Werk

### Bauten
- Projekte für die Stadtwerke in Weimar, 1945–1951
- architektonische Planungen des Kulturpalast Dresden, 1959–1960
- Planungen für die Rekonstruktion des Taschenbergpalais

### Schriften
- 1954: Baukonstruktion unter Anwendung der Maßordnung im Hochbau
- 1967: Baukonstruktionen des Wohnungsbaues